# Милов (коммуна)
Милов (нем. Milow) — община в Германии, в земле Мекленбург-Передняя Померания.
Входит в состав района Людвигслуст. Подчиняется управлению Грабов. Население составляет 423 человека (на 31 декабря 2010 года). Занимает площадь 33,43 км².
Коммуна подразделяется на 6 сельских округов.